# 查爾斯頓 (內華達州)
查爾斯頓（英語：Charleston）是位於美國內華達州埃爾科縣的鬼鎮。

## 歷史
查爾斯頓的郵局於1895年設立，其後於1951年停運。

## 地理
查爾斯頓所處的海拔為高於海平面1852米（即6076英呎），而該地所採用的時區為UTC-8，即太平洋时区（PST）。同時該地設有夏令時間，為UTC-8調快一小時，即UTC-7（PDT）。